# Borgo Sant'Elia
Borgo Sant'Elia è un quartiere di Cagliari di 1 168 abitanti.

## Territorio
Il quartiere, il più meridionale della città, sorge a ridosso di un'area una volta paludosa sull'omonimo promontorio. A sud e a ovest è circondato dal mare, le coste rocciose presentano alte falesie ma non mancano le spiagge sabbiose, come quella di Cala Fighera. Nel mar Mediterraneo si trova poi una piccola isola, lo scoglio Sant'Elia.

## Origini del nome

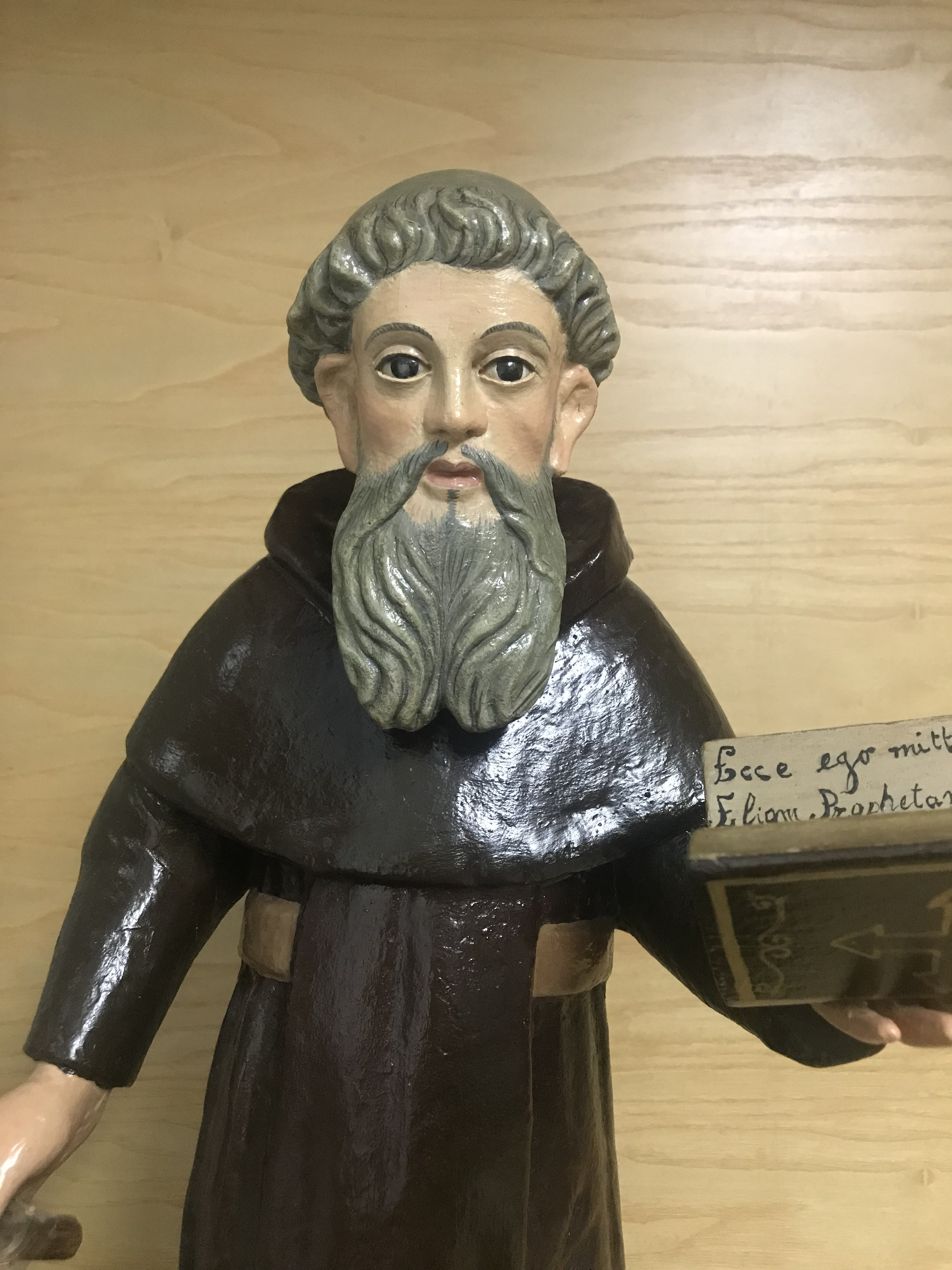
La statua di Sant’Elia Profeta si trovava originariamente nella chiesa di Sant’Elia al Monte, sull’omonimo promontorio. Dopo la distruzione del tempio, fu trasferita dall’arcivescovo di Cagliari presso la chiesa della Madonna del Buon Cammino in Quartu Sant’Elena.

La denominazione di quest’area della città di Cagliari trae origine dalla sovrapposizione del culto di due diversi santi di nome Elia.
Intorno al IV secolo, infatti, sulle alture della zona visse un eremita e anacoreta sardo, di nome Elia. Fu martirizzato su questo colle durante le persecuzioni di Diocleziano, e i suoi resti furono seppelliti dalla popolazione locale sul promontorio che da allora portò il suo nome. In seguito fu costruito un edificio sacro per conservare i suoi resti, denominato Sant’Elia al Monte, attestato come proprietà dei monaci Vittorini dal 1089. Intorno al 1600 i resti di Sant’Elia Anacoreta furono interessati dalla ricerca dei corpi santi operata dall’Arcivescovo di Cagliari Francisco Desquivel, e ancora oggi si trovano conservati nella Cripta dei Martiri della Cattedrale di Cagliari. Oggi della chiesa di Sant’Elia al Monte rimangono solo ruderi, interessati in tempi recenti da alcuni scavi archeologici.
In seguito, a partire dal XVI secolo si stabilirono presso l’area del promontorio di Sant’Elia Anacoreta alcuni membri della congregazione carmelitana, che decisero di intitolare il promontorio a Sant’Elia profeta, personaggio biblico e principale ispiratore dell’ordine carmelitano. Fu allora che il culto per il profeta Elia soppiantò parzialmente quello per l’eremita sardo Elia. I carmelitani, temendo le incursioni saracene, lasciarono presto il promontorio per stabilirsi definitivamente presso piazza del Carmine nel quartiere cagliaritano di Stampace, dove ancora oggi si trovano. Rimase però a testimonianza del loro passaggio la seconda intitolazione del promontorio al profeta Elia.

## Storia
Inizialmente solo un piccolo borgo di pescatori, la storia del quartiere è recente ed è immediatamente successiva ai bombardamenti di Cagliari del 1943, dai quali la città fu pesantemente colpita. Gli stessi portarono alla distruzione anche dell'edilizia abitativa, un cospicuo numero di sfollati trovò rifugio nel Lazzaretto di Cagliari e, nonostante l'inadeguato stato di conservazione dello stesso, ci si trasferì stabilmente.
All'inizio degli anni 1950, in risposta alla situazione ormai emergenziale vissuta dai nuclei familiari del Lazzaretto, tramite il piano INA-Casa il sindaco Pietro Leo organizza i lavori per la costruzione di edilizia residenziale pubblica in quello che successivamente diventerà il Borgo Sant'Elia, in parte finanziati anche dalla Cassa depositi e prestiti. È in questo periodo che, sotto una forte speculazione edilizia, inizia la ghettizzazione della zona che vide raccogliere a sé il ceto più povero della città.
Furono consegnati 85 edifici per un totale di 512 appartamenti, nei quali trovarono residenza più di 2000 cittadini prevalentemente senzatetto. Furono avvertiti fin da subito i disagi e le problematiche tipiche di una periferia: l'isolamento del sobborgo rispetto alla città era evidente, accentuato dalla mancanza di servizi pubblici e vie di comunicazione, queste ultime assenti sia per collegarlo con la città che per mettere in comunicazione i vari edifici all'interno del quartiere stesso. La Fiera di Cagliari rappresentava un'ulteriore barriera che lo separava dagli altri quartieri, alla quale si aggiunse più in là il neonato Nuovo Borgo Sant'Elia e l'Asse Mediano di Scorrimento.

## Monumenti e luoghi d'interesse

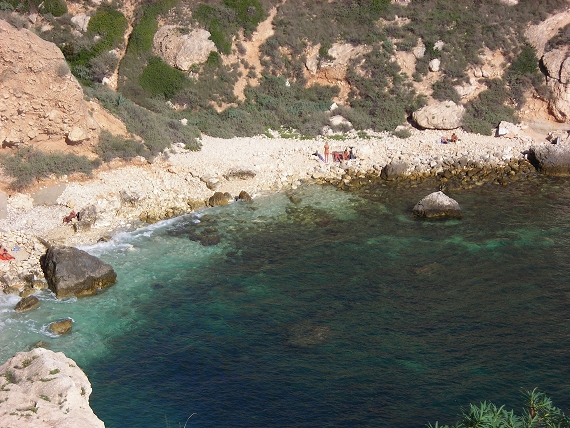
La spiaggia di Cala Fighera

- Chiesa di San Bartolomeo: parrocchiale del quartiere, di origine medievale ma rimaneggiata e ampliata in epoche diverse.
- Lazzaretto di Cagliari: sorto attorno al 1600 come area di ricovero ed oggi trasformato in un centro culturale, si trova nel largo Sant'Elia nel piazzale di fronte al mare.[8]
- Sella del Diavolo: promontorio che separa il Poetto da Calamosca.

### Architetture militari
- Fortino di Sant'Ignazio
- Torre del Prezzemolo
- Torre di Calamosca: edificata nel XVII secolo dagli spagnoli, si trova in cima all'omonimo colle ed è dotata di un faro.

## Evoluzione demografica
Abitanti censiti

## Geografia antropica
Consiste in un intrico di stradine che si snodano fra vecchie case al centro del quale si trova una chiesa.

### San Bartolomeo
Il viale San Bartolomeo consente di raggiungere Calamosca ed è diviso in due zone: 
la zona alta, la più recente, (che comprende via Francesco Alziator, via Loddo Canepa, via Renato Prunas, via Rafaelo Delogu); e la zona bassa, la più antica (che comprende via San Bartolomeo, via Vergine di Lluc e piazza San Bartolomeo), dove si trova anche la pregevole chiesa parrocchiale del 1600 dedicata a San Bartolomeo.
La zona più antica del quartiere, un tempo nota come borgo di San Bartolomeo, è raggiungibile dal viale Poetto tramite la via San Bartolomeo; si contraddistingue per la presenza di diverse caserme e altri edifici militari. Nel XIX secolo vi aveva sede un bagno penale. I forzati erano impiegati nell'estrazione del sale, nelle vicine saline di Cagliari, e nella costruzione di diverse opere del borgo, come la fontana ubicata nella piazza San Bartolomeo, costruita in stile classico nel 1857 e restaurata di recente.
Una chiesa, dedicata alla Vergine di Lluc, sorse nel XVII secolo accanto a San Bartolomeo; vi aveva sede il gremio dei notai. Di questa oggi resta solo la memoria tramandata dal nome della via Vergine di Lluc, che dalla piazza conduce al viale Poetto.

## Infrastrutture e trasporti
La via diretta per entrare nel quartiere, che appare come un borgo quasi isolato dal continuum urbano, è il viale Borgo Sant'Elia.
È collegato da una linea del CTM:
- 6 Parcheggi Stadio - Andorra